# Cantone di Bray-sur-Somme
Il Cantone di Bray-sur-Somme era una divisione amministrativa dell'arrondissement di Péronne.
È stato soppresso a seguito della riforma complessiva dei cantoni del 2014, che è entrata in vigore con le elezioni dipartimentali del 2015.
Comprendeva i comuni di:
- Bray-sur-Somme
- Cappy
- Cerisy
- Chipilly
- Chuignolles
- Éclusier-Vaux
- Étinehem
- Frise
- Herbécourt
- Méricourt-l'Abbé
- Méricourt-sur-Somme
- Morcourt
- Morlancourt
- La Neuville-lès-Bray
- Sailly-Laurette
- Sailly-le-Sec
- Suzanne
- Treux
- Ville-sur-Ancre